# Kolūch
Kolūch (persiska: كُلوچ, كُلوج) är en ort i Iran.   Den ligger i provinsen Zanjan, i den nordvästra delen av landet, 280 km nordväst om huvudstaden Teheran. Kolūch ligger 769 meter över havet och antalet invånare är 435.
Terrängen runt Kolūch är kuperad åt nordost, men åt sydväst är den bergig. Runt Kolūch är det ganska glesbefolkat, med 47 invånare per kvadratkilometer. Närmaste större samhälle är Chavarzaq, 8,2 km sydost om Kolūch. Trakten runt Kolūch består i huvudsak av gräsmarker.